# 比爾格峰 (伯爾尼茲阿爾卑斯山脈)
46°33′42″N 07°51′21″E / 46.56167°N 7.85583°E
比爾格峰（德語：Birg）是瑞士伯恩州的山峰，位於該國南部，屬於伯尔尼山的一部分，海拔高度2,684米，每年平均降雨量1,703毫米。

## 外部連結
- Birg on Hikr